# Eutettix prinoides
Eutettix prinoides är en insektsart som beskrevs av Hepner 1942. Eutettix prinoides ingår i släktet Eutettix och familjen dvärgstritar. Inga underarter finns listade i Catalogue of Life.